# Bryan Acosta
Bryan Josué Acosta Ramos (La Ceiba, 24 novembre 1993) è un calciatore honduregno, centrocampista del Nashville.

## Carriera

### Club
Ha giocato nella massima serie del campionato honduregno con il Real España.

### Nazionale
Ha esordito con la nazionale honduregna nel 2014.